# Camille Picard (homme politique québécois)
Pour les articles homonymes, voir Picard (homonymie) et Camille Picard.
Camille Picard, né le 28 avril 1941 à Waterville, est un dessinateur industriel et homme politique québécois. Il est député à l'Assemblée nationale du Québec de la circonscription de Johnson de 1980 à 1981, sous la bannière du Parti libéral du Québec.

## Biographie

### Jeunesse et formation
Né le 28 avril 1941 à Waterville au Québec, Camille Picard est le fils de Léo Picard, cultivateur, et d'Yvonne Veilleux. Il étudie au Séminaire Saint-Charles de Sherbrooke. Par la suite, il obtient un diplôme de l'Institut de technologie de Sherbrooke en 1963, ainsi que de la Corporation des techniciens en sciences appliquées.
Après ses études, il occupe de nombreux emplois dont dessinateur chez B. F. Goodrich de 1964 à 1968 et chez Bombardier de 1968 à 1980. Il est par la suite coordonnateur de la sécurité du produit et responsable de direction du Snowmobile Safety Certificate Committee, après avoir été membre actif de quatre comités et sous-comités de la Society of Automative Engineers dans la section des motoneiges. Il est également président des Loisirs de Valcourt, ainsi que président fondateur du Club optimiste de la ville.

### Carrière politique
Camille Picard entame sa carrière politique en étant président de l'Association libérale de Johnson de 1977 à 1980, ainsi qu'à partir de 1982. Il est élu député à l'Assemblée nationale du Québec du Parti libéral du Québec dans cette circonscription à l'élection partielle du 17 novembre 1980, avant d'être défait aux élections générales de 1981 et de 1985. En septembre 2012, il est élu président de l'Association libérale fédérale de Sherbrooke.

### Vie après la politique
En 1981, Picard retourne travailler chez Bombardier, et ce, jusqu'en 1986. Il travaille ensuite comme directeur du développement du produit pour l'entreprise de fabrication de pièces automobiles Waterville TG de 1986 jusqu'en janvier 2003, où il prend sa retraite.
L'ex-parlementaire est membre de plusieurs conseils à la suite de sa retraite. Il est notamment membre du conseil d'administration des Résidences de l'Estrie et du CLSC Gaston-Lessard, ainsi que membre du conseil régional de l'Association québécoise des retraités des secteurs publics et parapublics, section Estrie, à compter de 2004, et président depuis 2005. Il est également membre du conseil d'administration de la Fondation Mgr-Jean-Marie-Fortier depuis 2006, et élu président de cette fondation le 15 décembre 2015.